# Emmingen (Soltau)
Emmingen ist ein Weiler in Hötzingen, einem Ortsteil der Stadt Soltau im Landkreis Heidekreis in Niedersachsen.
Emmingen hat 46 Einwohner, liegt auf einer Höhe von 83 Metern. Der Weiler hat sich aus einer Hofanlage entwickelt. und hatte einen Bahnhof an der Bahnstrecke Uelzen–Langwedel.